# Інгеборга Шведська
Інгеборга Магнусдоттер Шведська (дан. Ingeborg Magnusdatter af Sverige; (1277 , Швеція  — 15 серпня 1319 , Роскілле )) — королева-консорт Данії, дружина короля Данії Еріка VI. Донька короля Швеції Магнуса Ладулоса та Гельвіги Гольштейнської. Черниця.

## Життєпис
Інгеборга 1277 року в родині короля Швеції Магнуса III та Гедвіги Гольштейнської.
У 1288 році між Інгеборгою та королем Данії Еріком VI був укладений шлюб, проте весілля відбулося лише в 1296 році в Гельсінгборзі. Шлюб був частиною династичної політики: у 1298 році її брат, король Швеції Біргер одружився з сестрою чоловіка, принцесою Мартою Данською. Шлюб не міг відбутися до 1297 року через конфлікт між її чоловіком і архієпископом Єнсом Грандом.
Королева Інгеборга описується як красива і ніжна. Вважається, що вона не відігравала жодної політичної ролі. У неї було вісім синів, всі померли в дитинстві, а також шість викиднів. Різні джерела повідомляють, що дітей було від восьми до чотирнадцяти; у будь-якому випадку її численні вагітності закінчувалися або викиднями, або народженням дітей, які незабаром помирали.
Вона з чоловіком були союзниками її старшого брата, короля Біргера і сестри Магнуса Марти Шведської під час боротьби за шведський трон: вони дали притулок їхньому синові в 1306 році, а в 1318 році самі Біргер та Марта знайшли у них укриття.
У 1318 році королева Інгеборга народила сина, який вижив при народженні: вона показала його народу із свого екіпажу — дитина вислизнула з її рук, впала на бруківку і зламала шию.
Після цього Інгеборга з туги пішла в монастир у Роскілле. Згідно з однією з версій Магнус змусив її піти в монастир, звинувачуючи в загибелі сина; за іншою — вона сама прийняла це рішення через скорботи, викликані загибеллю її братів Еріка та Вальдемара Магнуссонів.
У 1319 році Інгеборга передбачила власну смерть, а також смерть свого чоловіка і архієпископа. Незабаром після цього вона померла, а потім помер і її чоловік.